# لاري جونسون (لاعب كرة قدم أمريكية)
لاري جونسون (بالإنجليزية: Larry Johnson)‏ هو لاعب كرة قدم أمريكية أمريكي، ولد في 1952 في ويليامستون في الولايات المتحدة.